# 清朝文学

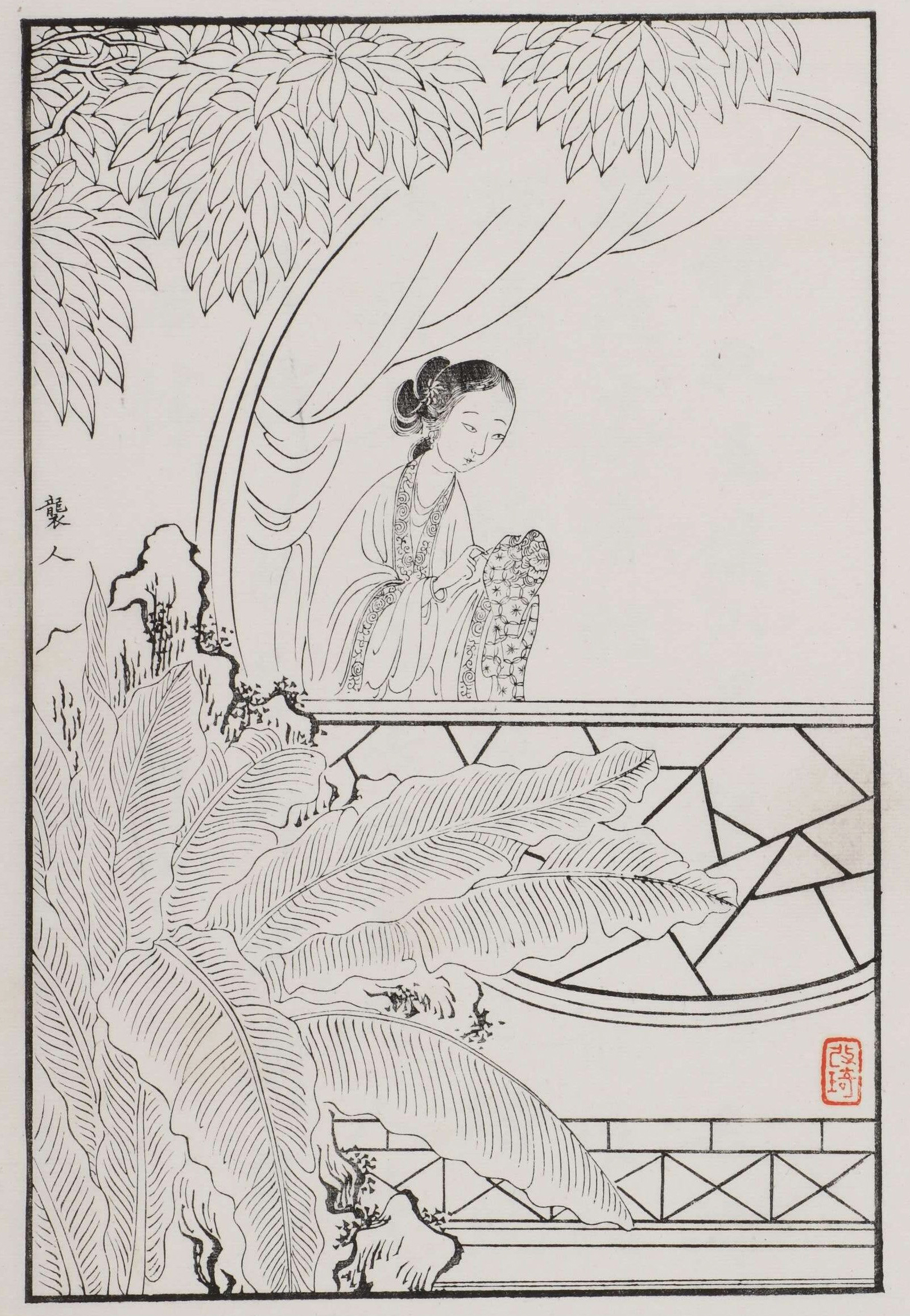
清光緒刊本的《紅樓夢》插圖，圖上人物為襲人。（改琦繪）

清朝文學多元發展，兼容並包歷代之文學特色。明朝以前的文學發展多表現在聲韻、格律、句法、結構的因襲或創變；清朝承接各代文學成果，先後形成許多學派，將各種在明朝以前已式微的文體重新復興，並繼明末進一步發展各類小說、戲曲；另外，因不同地區、民族互動而呈現出語言風格多樣化之文學面貌，於古體詩、近體詩、駢體文、散文、賦、詞、曲、小說、戲曲皆然。由於語言轉變較微妙，往往被人忽視，造成清朝文學缺乏明顯特徵與創造力的一般印象。整體而言，清代文學面向相當複雜多樣，但品質上也良莠不齊。

## 散文
清朝前期出現風格率真、浪漫的小品文，以張岱、李漁與袁枚為主；又有侯方域、魏禧、汪琬合稱「清初散文三大家」。但是他們的文風不受道學學者支持，這些學者發起復興唐宋文風的古文運動，此即桐城派。創始人方苞與劉大櫆、姚鼐有「桐城三祖」之稱。姚鼐是桐城派的集大成者，他的古文主張，在提倡「義理（內容合理）、考據（材料確切）、詞章（文辭精美），三者不可偏廢。」講究義法，提倡義理，要求語言雅潔，反對俚俗。後來曾國藩發展成湘鄉派，惲敬、張惠言發展成陽湖派。

## 詩
清朝的詩風甚盛，以帝王、宗室為首，官方大力提倡詩學，自清聖祖以後諸帝主導官修《御定全唐詩》、《御選唐詩》、《御選宋金元明四朝詩》、《御定全金詩》、《御定佩文齋詠物詩選》、《御定歷代題畫詩類》、《御選唐宋詩醇》、《欽定熙朝雅頌集》、《御定千叟宴詩》、《欽定千叟宴詩》、《欽定重舉千叟宴詩》、《上書房消寒詩錄》、《三元詩附三元喜宴詩》、《御定歷代賦彙》以及各代皇帝之《御製詩集》，如清高宗酷愛作詩，一生作《御製詩》五集，共計十餘萬首，每作一首詩便令詞臣注釋，若詞臣不得內容原委則准許其回家查閱典籍，多羅安郡王瑪爾渾選宗室王公詩為《宸萼集》。皇帝也將詩詠作為聯繫、攏絡官員的方式。
清初詩家首推錢謙益、吳偉業與王士禎；康熙中後期，江南地區出現了王式丹、吳廷楨、宮鴻曆、徐昂發、錢名世、張大受、管棆、吳士玉、顧嗣立、李必恆、蔣廷錫、繆沅、王圖炳、徐永宣、郭元𨥤合稱「江左十五子」。乾隆時期袁枚、蔣士銓與趙翼並稱江右三大家，同時黃景仁與鄭板橋也以詩聞名。嘉慶、道光年間文人廣結詩社，京師與揚州風氣最盛，以消寒詩社最知名，代表人物有顧蓴、夏修恕、程恩澤、陶澍、朱珔、吳椿、梁章鉅、潘曾沂、胡承珙、李彥章、劉嗣綰、周之琦、林則徐、徐寶善、卓秉恬。被稱為「詩界革命」的詩歌改良運動產生於維新運動，其代表有黃遵憲的以写作反映时代的社会詩，其餘如譚嗣同、唐才常、康有為、蔣智由、丘逢甲、夏曾佑均有作品存世。於清末又發展出同光體，代表作家陳三立、陳衍、沈曾植等，且延續到辛亥革命後。清朝詩論學說分成沈德潛的格調說、王士禎的神韻說、袁枚的性靈說與翁方剛的肌理說。

## 詞
詞興起於隋唐的「燕樂」，兩宋發展達高峰，至元朝衰微，延續至明朝則趨近消亡；清初詞學振興繁盛，康熙年間納蘭性德與朱彝尊、陳維崧並稱「清詞三大家」，隨後產生由陳維崧為代表的陽羨詞派、朱彝尊為代表的浙西詞派，詞學蔚為風潮。萬樹整理詞調輯成《詞律》，於清詞頗有影響力；康熙末，清聖祖敕命王奕清等編成《御定詞譜》，為詞調格律的集大成鉅作，影響層面最廣。乾隆、嘉慶朝，常州詞派起而代之，反對浙西詞派的「清空之弊」，代表人物有張惠言、張琦、惲敬、黃景仁、李兆洛、丁履恒、錢季重、陸繼輅、左輔、董士錫、周濟、劉嗣綰、劉逢祿、譚獻、莊棫、宋翔鳳、謝章鋌、馮煦、陳廷焯、王鵬運、鄭文焯、況周頤、朱祖謀、納蘭真等人，著名詞人輩出，持續到清末民初。清朝因此被稱為詞的「極盛時期」，「號稱詞學中興」，「作家之盛，直比兩宋」，門戶派別各具風采，婉約、豪放都各自重現、盛行。

## 小說
清朝小說傑出者眾，曹雪芹等著《紅樓夢》不仅為四大名著之一，由于其对社会百态和众多人物全面精确的写实描绘和丰富的艺术魅力而被普遍认为是中国古典小说的巅峰之作。蒲松龄以志怪内容反映社会面貌的短篇小说集《聊齋誌異》。吴敬梓所著的虽结构松散但足称伟大讽刺小说的《儒林外史》；以及在《儒林外史》的影响下，《老殘遊記》等为代表的揭发官场丑态的晚清譴責小說均对近现代有很大影響。